# Nemesgulács, Veszprém
Nemesgulács  este un sat în districtul Tapolca, județul Veszprém, Ungaria, având o populație de 948 de locuitori (2011). 

## Demografie
Componența etnică a satului Nemesgulács
     Maghiari (97,85%)
     Germani (2,15%)
Componența confesională a satului Nemesgulács
     Romano-catolici (62,76%)
     Fără religie (3,48%)
     Reformați (1,69%)
     Necunoscută (31,65%)
     Greco-catolici (0,42%)
     Alte religii (0,84%)
Conform recensământului din 2011, satul Nemesgulács avea 948 de locuitori. Din punct de vedere etnic, majoritatea locuitorilor (97,85%) erau maghiari, cu o minoritate de germani (2,15%).  Din punct de vedere confesional, majoritatea locuitorilor (62,76%) erau romano-catolici, existând și minorități de persoane fără religie (3,48%) și reformați (1,69%). Pentru 31,65% din locuitori nu este cunoscută apartenența confesională.